# Biologia evolutiva dello sviluppo
La biologia evolutiva dello sviluppo (in lingua inglese Evolutionary Developmental Biology, da cui anche il termine divulgativo evo-devo) è la disciplina scientifica che analizza in chiave evolutiva la struttura e le funzioni del genoma (ovvero l'assetto completo di tutto il DNA contenuto in una cellula). Si occupa di indagare il rapporto tra lo sviluppo embrionale e fetale di un organismo (ontogenesi) e l'evoluzione della sua popolazione di appartenenza (la filogenesi).
Questa disciplina si basa sull'ipotesi che le mutazioni che colpiscono i geni coinvolti nel controllo dello sviluppo embrionale (ontogenesi) possono dare origine a nuovi caratteri nell'adulto (fenotipo), che riproducendosi trasmetterà i nuovi caratteri ai discendenti, dando così il via al processo evolutivo di questi caratteri nella popolazione. Si attribuisce, pertanto, ai geni che controllano e regolano lo sviluppo dell'embrione, un ruolo di primo piano nell'evoluzione biologica; la progressiva diversificazione (biodiversità) dei viventi verrebbe spiegata dai cambiamenti funzionali nel controllo e nella regolazione dei geni che regolano lo sviluppo embrionale.
L'evoluzione biologica per selezione non viene più vista semplicemente come il cambiamento attraverso successive generazioni di genotipi e fenotipi mediante mutazioni, incroci e flussi migratori, ma anche come cambiamento della regolazione dei geni coinvolti nei processi che regolano lo sviluppo.
La biologia evolutiva dello sviluppo è ritenuta in grado di rispondere all'interrogativo riguardante i caratteri non adattativi presenti nelle popolazioni.
Ciò ha causato un cambiamento fondamentale nel paradigma evolutivo: in passato si riteneva che la biodiversità dipendesse da modifiche più o meno significative nel numero e nella sequenza dei geni, a partire dagli inizi degli anni novanta la comunità scientifica è stata concorde nel ritenere che la comparsa di nuovi caratteri (quindi la comparsa di nuove funzioni) negli organismi di una popolazione, oltre ad essere causata dalla comparsa di nuovi geni, sia causata anche da modifiche nella regolazione degli stessi geni già esistenti nel genoma di organismi differenti.
Quindi anche il cambiamento nel modo di regolare l'espressione dei geni porterebbe alla comparsa di nuove funzioni negli organismi viventi.

## Principi della biologia evolutiva dello sviluppo
La biologia evolutiva dello sviluppo non è un'alternativa alla teoria dell'evoluzione per selezione naturale: la selezione viene vista come il meccanismo di controllo a posteriori sulle varianti casuali che possono manifestarsi all'interno di una popolazione. La selezione viene considerata come meccanismo base, non sostituibile dai meccanismi scoperti successivamente (deriva genetica, flusso genico, effetto fondatore, ecc.).
La biologia evolutiva dello sviluppo teorizza che, oltre alle forze esterne che agiscono sull'organismo (forze ambientali), esistano anche forze che possano modificare gli organismi viventi dal loro interno (forze genomiche).
Le forze cosiddette "interne" sono ricondotte al turnover genomico, il quale rappresenta un rimaneggiamento e/o rimodellamento del genoma causato dalle proprietà di alcuni elementi dello stesso; questi elementi possono:
- muoversi da una parte all'altra del genoma (trasposizione);
- convertirsi in nuovi geni (conversione genetica);
- convertirsi spontaneamente in basi azotate diverse (deaminazione, metilazione);
- ripartirsi in modo ineguale nei discendenti durante la duplicazione delle cellule delle linee germinali in meiosi (crossing-over ineguale);
- rispondere a stimoli ambientali interagendo con essi tramite la via della trasduzione di segnali ambientali al genoma.
- mutazioni spontanee non riconducibili all'azione di mutageni od intercalanti esterni.

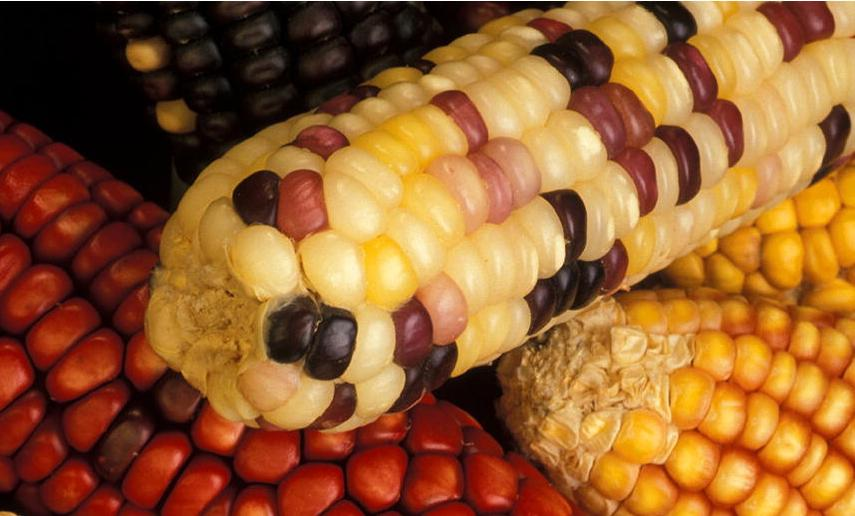
La diversa colorazione delle cariossidi di questa spiga di mais è il risultato dell'azione dei trasposoni.

Temporalmente i fenomeni di turnover possono verificarsi in qualsiasi momento della vita dell'organismo. Affinché i loro effetti siano tramandati alla progenie tali fenomeni devono verificarsi a carico delle cellule della linea germinale, in particolare a livello delle cellule responsabili della formazione dei gameti (gametogenesi). Possono verificarsi anche durante la formazione dello zigote.
I fenomeni di turnover genomico, a livello del genoma, possono portare a:
- riutilizzo di sequenze nucleotidiche, intese come moduli; i moduli nel corso dello sviluppo verrebbero impiegati in modo diverso in diversi gruppi tassonomici;
- cooptazione di geni, vale a dire diverso utilizzo degli stessi geni da parte di organismi differenti;
- promozione di cambiamenti evolutivi, quali: duplicazione genica, divergenza fra geni e trasferimento orizzontale di geni – il trasferimento non ereditario dello stesso gene da un organismo a un altro.

Il turnover genomico quindi, ove si verificasse, contribuirebbe a originare variazioni genetiche che, a livello di popolazione, porterebbero al differenziamento dei viventi e quindi alla biodiversità.

## Campi di studio

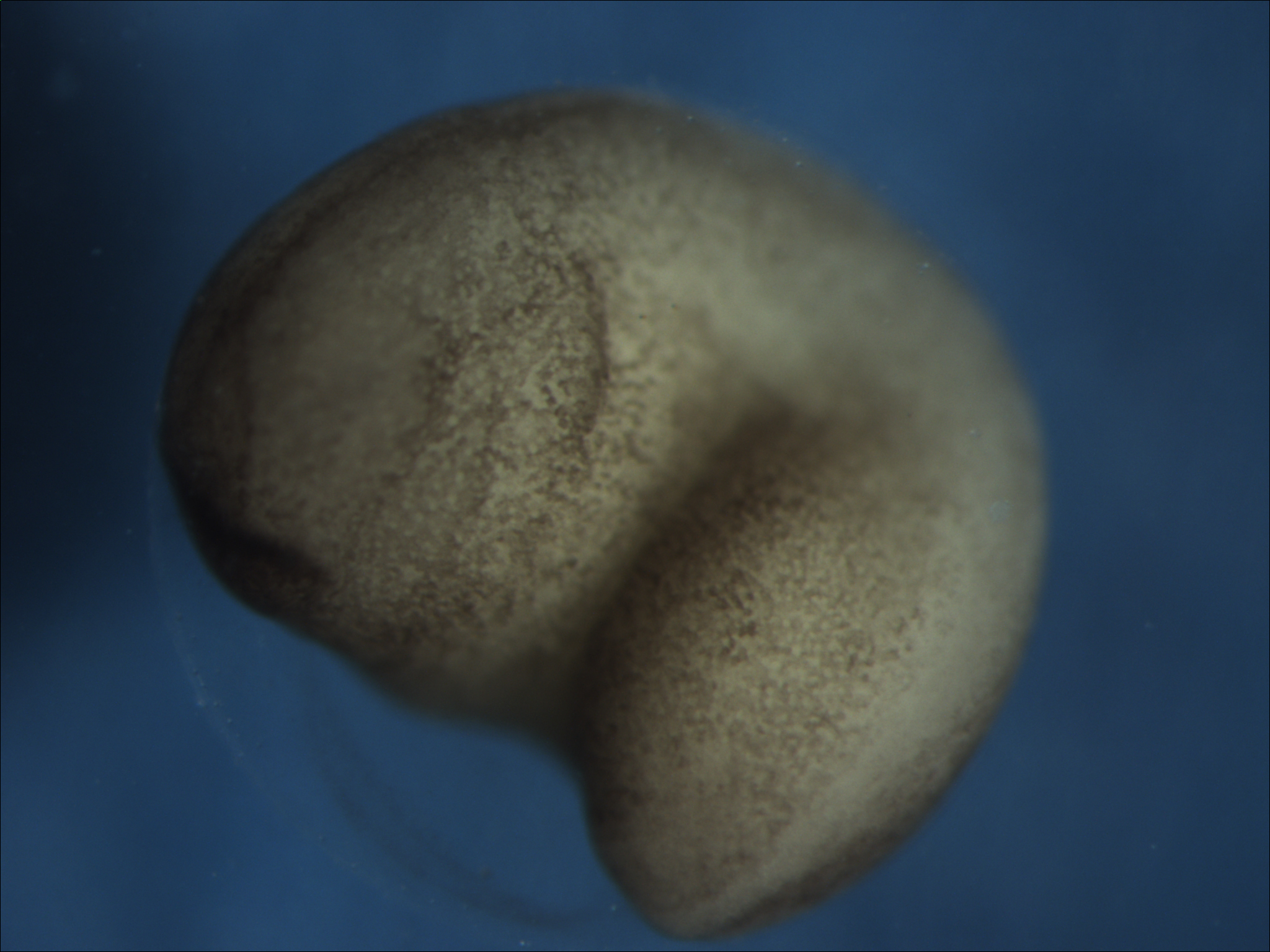
Embrione di Xenopus laevis al terzo giorno di sviluppo.

La biologia evolutiva dello sviluppo si concentra sullo studio delle variazioni che si possono presentare nel corso dello sviluppo embrionale di un organismo, in particolar modo sugli errori e le mutazioni che possono verificarsi e che potrebbero essere in grado di portare alla riprogrammazione dello sviluppo embrionale, originando nuove strutture o nuove vie metaboliche nell'adulto.
Indaga anche l'evoluzione dei viventi in rapporto al loro sviluppo embrionale, focalizzandosi sull'embriologia comparata, al fine di chiarire le differenze e le somiglianze fra gli sviluppi embrionali dei diversi organismi.
Gli studi di settore della biologia evolutiva dello sviluppo, sullo sviluppo embrionale, vedono fra i protagonisti lo Xenopus laevis (un rospo africano): ciò si deve alle ampie dimensioni delle sue cellule uovo, le quali rendono più agevole lo studio e l'osservazione empirica; Xenopus laevis, assieme ad altri organismi, è anche l'organismo modello degli studi riguardanti l'evoluzione del sistema immunitario ed il funzionamento delle vie che regolano lo stress cellulare.

## Evidenze dell'Evo-devo

### Cooptazione genica

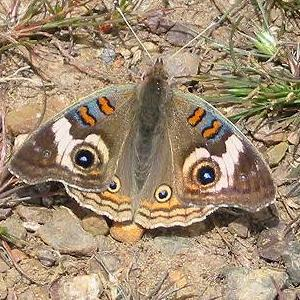
Junonia coenia esempio di cooptazione del gene omeotico Distalless per lo sviluppo delle macchie a forma di occhio sulle ali delle farfalle

La cooptazione genica è un meccanismo evolutivo in cui i medesimi geni, in arrangiamenti diversi, danno luogo a funzioni diverse. Il gene non viene né alterato né mutato. La cooptazione generalmente si riconosce sequenziando il genoma e osservando la presenza del gene in una diversa posizione rispetto a quella del genoma a cui si fa riferimento. Altre condizioni di cooptazione sono date da mutazioni che alterano il funzionamento degli elementi che regolano l'espressione del gene, quali: fattori di trascrizione, promotori, enhancer, small nucleolar RNA ed anche molecole segnale regolative, modifiche post-traduzionali.
Esempi di cooptazione genica sono:
- Il gene omeotico Distalless, coinvolto nello sviluppo degli arti del moscerino della frutta Drosophila melanogaster; in alcune farfalle è cooptato per lo sviluppo delle macchie a forma di occhio sulle ali[7][13].
- Lo Human-Specific Gain of Function, elemento regolativo appartenente alla categoria degli enhancer, ha subito nove mutazioni cumulative; tali mutazioni hanno cooptato tutti i geni responsabili dello sviluppo degli arti anteriori dei protoprimati, risultandone lo sviluppo della mano umana, anziché lo sviluppo della mano dei primati[14]. Infatti i geni per la costruzione della mano dei primati sono identici a quelli dell'uomo, l'alterazione di Human-Specific Gain of Function è ritenuta essere la causa principale delle differenze fra mano umana e mano di primate[15][16].

Il meccanismo della cooptazione genica ha dato l'avvio a nuovi programmi di ricerca scientifica, aprendo così nuove strade alla comprensione dei processi evolutivi, in particolar modo ha chiarito numerosi punti riguardanti l'evoluzione del sistema immunitario ed il funzionamento delle vie che regolano lo stress cellulare.
I meccanismi di cooptazione si sono rivelati importanti anche nel settore medico, nel quale hanno contribuito a chiarire il funzionamento del fenomeno dell'angiogenesi, cioè la capacità dei tumori di crearsi una propria rete di vasi sanguigni, necessari alla sopravvivenza dei tumori stessi. Le cellule, durante la loro trasformazione in tumori, subiscono cooptazioni delle funzioni di geni presenti nella cellula sana e, dagli studi medici, sembra che la comprensione di queste cooptazioni sia una delle chiavi per la lotta contro il cancro.

### Sviluppo conservativo e modulare
La biologia evolutiva dello sviluppo evidenzia come le differenze fra un organismo ed un altro non sono attribuibili alla semplice presenza di geni specifici per l'uno o per l'altro organismo, bensì dipendano dal modo in cui è regolata l'espressione, nel corso dello sviluppo embrionale e del tempo evolutivo, degli stessi geni presenti in diversi organismi.
Le sequenze geniche sono viste come moduli, questi moduli sebbene siano sempre i medesimi, sono disposti ed organizzati in maniera diversa nei diversi organismi.
Pertanto il genoma di un organismo risulta strutturato in moduli interdipendenti, la variazione di un singolo modulo si ripercuote sull'intero organismo, per esempio: Antennapedia è un modulo Hox che controlla il posizionamento delle zampe nello sviluppo embrionale dell'insetto Drosophila melanogaster, la sua espressione ectopica, cioè l'espressione di questo modulo, durante lo sviluppo embrionale, in una regione anatomica diversa dal normale, porta alla formazione di zampe fuori posto.

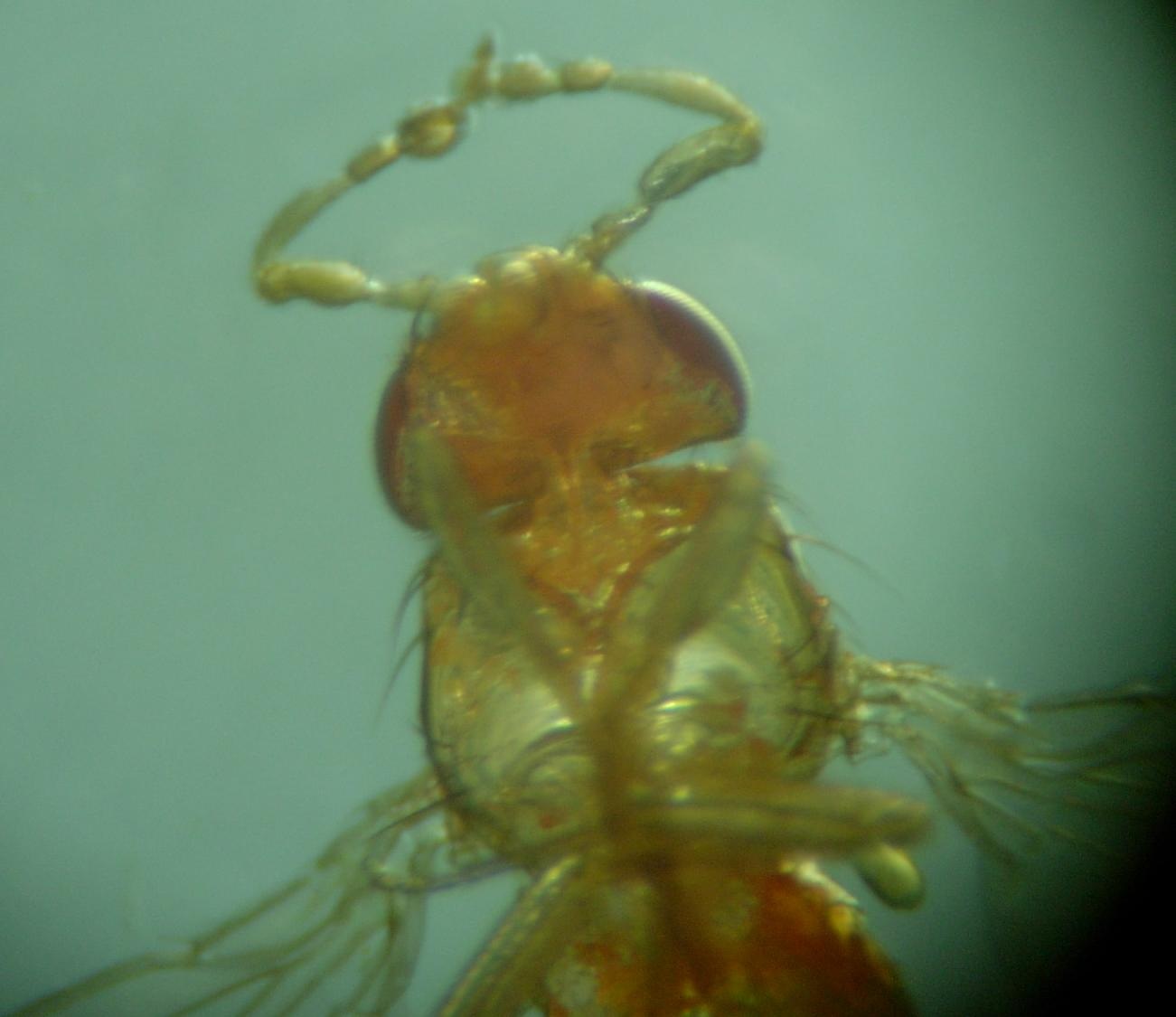
Crescita di zampe in luogo delle antenne, in un esemplare di Drosophila melanogaster come effetto della variazione del hox Antennapedia

Schema che mette in relazione le regioni anatomiche di Drosophila melanogaster con l'attivazione degli Hox dei rispettivi segmenti

L'insieme di questi moduli rappresenta la "cassetta degli attrezzi" a disposizione di ogni organismo; ogni organismo, durante la sua fase di sviluppo embrionale, utilizza questi moduli come "attrezzi" al fine di costruire la propria forma (fenotipo), un organismo svilupperà un fenotipo anziché un altro a seconda del modo in cui utilizzerà gli "attrezzi" a sua disposizione durante il suo sviluppo embrionale, per esempio: in Drosophila melanogaster il terzo segmento toracico è costituito da un paio di zampe ed un paio di bilancieri, la variazione del gene ultrabithorax, altro gene Hox, trasforma il terzo segmento toracico in un secondo segmento toracico dotato di ali anziché di bilancieri, in quanto il genoma degli insetti, essendo organizzato da moduli che danno interazioni tipiche a formare un fenotipo insetti forme, contiene la possibilità di sviluppare 2 o 4 ali, nelle diverse suddivisioni tassonomiche es. famiglie, questa organizzazione del genoma si è delineata nel corso dell'evoluzione degli insetti, e l'hox si è "assestato" per sviluppare un certo fenotipo caratteristico per ogni raggruppamento tassonomico. Il fatto che questa “cassetta di attrezzi” sia praticamente identica nei diversi taxa degli insetti (questa similarità viene definita conservazione o moduli comuni) depone a favore di una comune origine o comuni antenati per tutti gli insetti.
Nel corso dell'evoluzione, le divergenze biologiche ed i cambiamenti morfologici, che hanno portato all'attuale biodiversità, sono accompagnate da un alto grado di conservazione dei moduli genetici che determinano taluni caratteri.
Esempi sono dati dagli Hox, che sono moduli genetici responsabili dello sviluppo segmentale del corpo degli animali, del corretto sviluppo dell'asse del corpo e della posizione anatomica in cui l'organismo svilupperà le proprie appendici (zampe, ali, antenne, arti, ecc.); essi si sono mantenuti stabili in quasi in tutte le specie, anche in organismi che si sono diversificati da milioni di anni.
Alcuni degli Hox riconosciuti e studiati, e che ben testimoniano di questa conservazione, sono:
- Pax6 (mammiferi) ed Eyeless/Toy (artopodi), sono moduli genici appartenenti alla categoria degli Hox; La struttura, la conformazione e la funzione di Pax6 è identica a quella di Eyeless/Toy, infatti entrambi sono responsabili della formazione degli occhi negli animali, questi due moduli genici risultano inalterati, in tutte le specie animali; È stato dimostrato che sostituendo in Drosophila (moscerino) Eyeless/Toy con quello di topo, denominato Pax6, si ottiene egualmente il corretto sviluppo dell'occhio[22]. Ciò è ritenuta essere la dimostrazione genetica che i mammiferi e gli insetti possiedano un lontano progenitore comune, dal quale questi due phyla hanno ereditato il medesimo modulo. Tale modulo è stato chiamato nei mammiferi Pax6 e negli artropodi Eyeless/Toy in quanto ogni modello sperimentale possiede una propria nomenclatura per l'attribuzione dei nomi alle sequenze nucleotidiche, inoltre la scoperta della sequenza nucleotidica e l'attribuzione del nome alla sequenza, vengono effettuati prima dell'individuazione della loro funzione.
- Distalless, coinvolto nello sviluppo degli arti, è sempre presente anche nei serpenti, ma ha subito una variazione della sua modalità di espressione, per cui non risulta più esprimersi nelle regioni in cui dovrebbero svilupparsi le zampe, a seguito della sua mancata od insufficiente espressione. A causa di ciò i serpenti non sono più in grado di sviluppare le zampe[23].

#### Importanza medica della conservazione
I fenomeni di conservazione, attraverso il processo evolutivo, dei moduli genetici nello sviluppo degli organismi viventi, stanno portando a nuove evidenze nel settore medico, per esempio: la scoperta del funzionamento del modulo nodal (un modulo genetico) è risultata fondamentale per la comprensione e l'adeguata prevenzione di molte malattie cardiache.
nodal è un modulo genetico responsabile della spiralizzazione normale od invertita nell'anatomia del corpo degli organismi viventi.
La spiralizzazione è quel processo, mediante il quale, gli organi vengono posizionati nella giusta direzione all'interno del corpo, per esempio: nei mammiferi il cuore in senso longitudinale è inclinato con la punta a sinistra, il fegato viene posizionato a destra e la milza a sinistra.
La struttura, la conformazione e la funzione di nodal è identica in gasteropodi, rospi, essere umano infatti rappresenta un classico modulo detto comune o conservato; in particolare nei gasteropodi è responsabile della spiralizzazione verso destra della conchiglia.
Un'alterazione di nodal causa una spiralizzazione invertita durante lo sviluppo dell'organismo, per esempio: se ciò accade nell'essere umano il cuore, in senso longitudinale, risulterà inclinato con la punta verso destra, il fegato a sinistra e la milza a destra.
I gasteropodi che possiedono un modulo nodal invertito costruiscono la loro conchiglia ruotando in senso antiorario anziché in quello orario.
Gli esseri umani che possiedono il modulo nodal invertito, vanno incontro ad un maggior rischio di malattie cardiovascolari e problemi al cuore(in quanto tutti gli organi risultano posizionati al contrario, come se fossero allo specchio), l'individuazione di tale spiralizzazione invertita generalmente avviene quando è troppo tardi, cioè quando la persona subisce i primi problemi cardiaci, l'individuazione precoce dei portatori di nodal invertito consentirebbe a questi individui di intraprendere una accurata prevenzione e quindi, un minor rischio di problemi cardiovascolari.

#### Vincoli di sviluppo

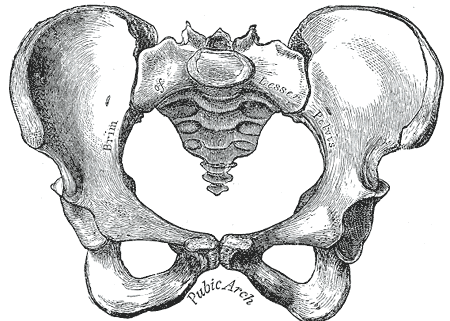
La pelvi femminile, la cui dimensione stabilisce uno dei principali vincoli di sviluppo su base anatomica dell'essere umano

L'organizzazione dello sviluppo embrionale tramite questi moduli, implica dei limiti allo sviluppo embrionale degli organismi, tali limiti possono essere di natura anatomica, per esempio: nei mammiferi euplacentati il feto per poter essere partorito deve attraversare il canale vaginale, le dimensioni dell'organismo alla nascita non possono superare quelle del canale vaginale, per tale motivo, per esempio: il capo degli esseri umani non può diventare "troppo" grande e di fatto taluni organismi, quali anche l'essere umano, terminano il proprio sviluppo al di fuori dell'utero materno; La morte durante un parto naturale di un feto sviluppatosi con il capo troppo grande ha impedito, nel corso dell'evoluzione umana, ogni possibile sviluppo umano verso questa caratteristica. Oppure possono essere di natura genomica, per esempio: i mammiferi possiedono tutti un numero di vertebre cervicali pari a sette, una variazione del modulo genetico responsabile dello sviluppo del numero delle vertebre, che durante lo sviluppo embrionale portasse ad una variazione del numero delle vertebre cervicali, si ripercuoterebbe in una variazione degli altri moduli interdipendenti da questo, il risultato è sempre letale nei mammiferi, per questo motivo le vertebre del collo possono raggiungere le dimensioni di 70 centimetri in lunghezza come nella giraffa o possono diminuire fino ad 1 o 2 millimetri come nel delfino, ma in tutti i mammiferi debbono presentarsi necessariamente nel numero di sette.
Caratteri come: numero variabile di vertebre cervicali in mammiferi od esseri umani con un capo enorme, sono di fatto impediti dal tipo di sviluppo embrionale a cui sono soggetti questi organismi, questi impedimenti prendono il nome generico di vincoli di sviluppo, visto che l'eventuale emersione di questi caratteri durante lo sviluppo di un organismo è incompatibile con il termine dello sviluppo stesso, tali caratteri non posso presentarsi nel pool genico delle popolazioni, pertanto non possono essere soggetti a selezione, né propagarsi.
A seconda del tipo, delle modalità e del periodo di sviluppo che contraddistinguono le diverse specie, ogni specie possiede dei propri vincoli di sviluppo, l'eventuale comparsa di una pressione ambientale selettiva fortemente negativa nei confronti di un carattere collegato ad un vincolo di sviluppo ha come effetto la migrazione o l'estinzione della popolazione.

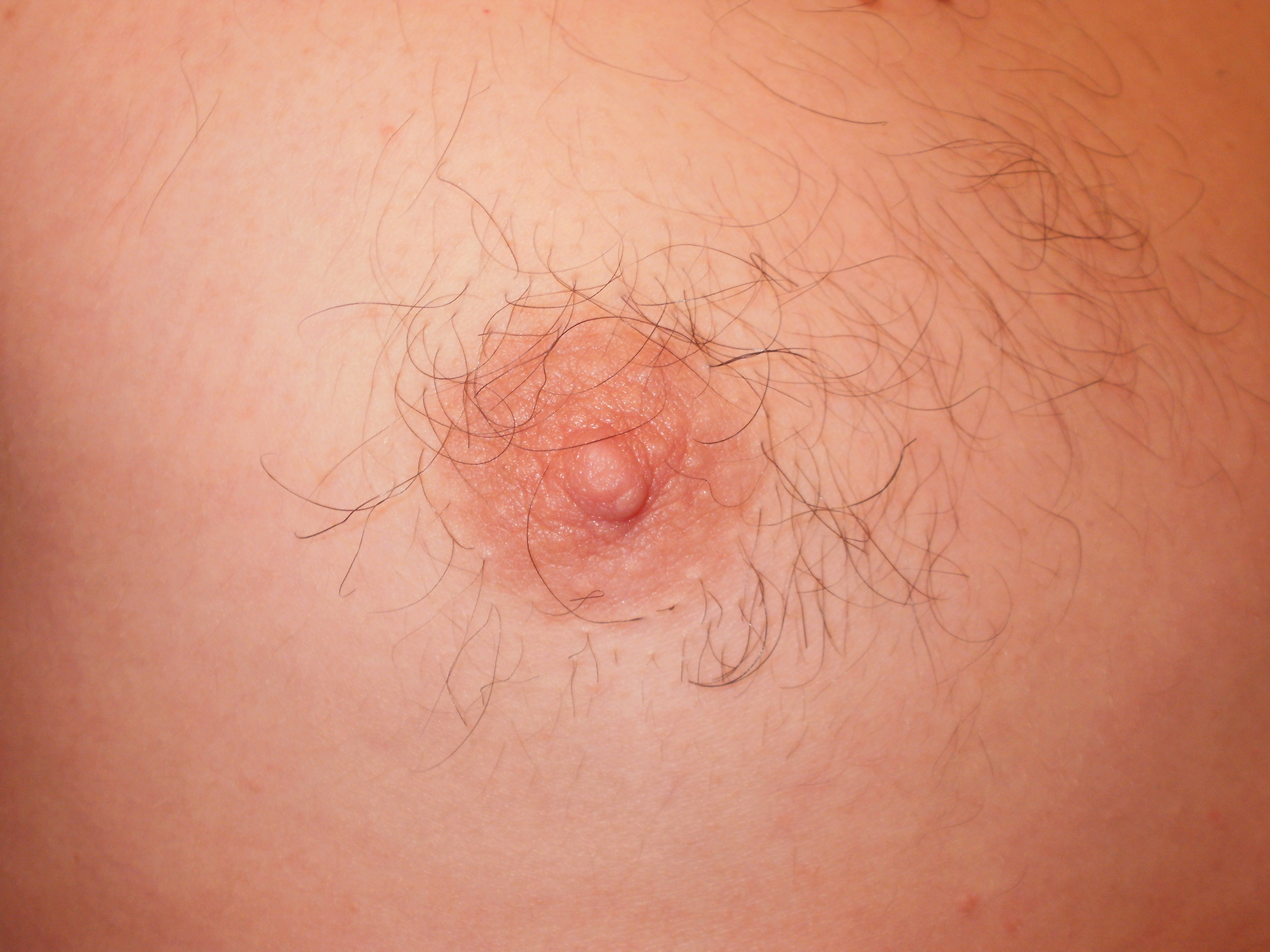
Un capezzolo vestigiale maschile in essere umano, rappresenta un vincolo di sviluppo su base genetica

Essendo i moduli che regolano lo sviluppo interdipendenti, una variazione di un modulo si ripercuote su tutti gli altri, per esempio una variazione che impedisse (durante lo sviluppo embrionale) ad un mammifero di sviluppare i capezzoli, indipendentemente dal suo sesso, risulterebbe incompatibile con il termine dello sviluppo stesso, tali caratteri indipendentemente dalle pressioni selettive alle quali può andare 
incontro l'organismo, non possono essere assenti in ogni individuo della popolazione. Per questo motivo si ritrovano, nelle popolazioni naturali, caratteri che non corrispondono a nessun adattamento, come per esempio la presenza dei capezzoli vestigiali nei maschi dei mammiferi.
I vincoli di sviluppo possono essere superati, per superamento si intende una modifica (mutazione) sostanziale che porti alla riorganizzazione dei moduli del genoma, modifica che consenta all'organismo di terminare il proprio sviluppo e portare a compimento il proprio ciclo vitale con la riproduzione, aggirando di fatto il vincolo stesso, ciò implica il cambiamento sostanziale nello sviluppo dell'organismo e la riorganizzazione dei moduli che compongono il suo genotipo. Per esempio: se una libellula (Odonata), mediante la mutazione di ultrabithorax, andasse incontro alla formazione di bilancieri, anziché del secondo paio di ali, si trasformerebbe in un insetto maggiormente simile ad un dittero (Diptera). Per tale motivo il superamento di un vincolo di sviluppo non implica necessariamente la manifestazione di un nuovo carattere nel pool genico o la formazione di una nuova specie, bensì implica un salto evolutivo. I salti evolutivi sono eventi che si verificano in proporzione al tempo di generazione degli individui e necessitano di centinaia di migliaia di anni per verificarsi, con la formazione di un nuovo Phylum.

### Economia evolutiva
Con questo termine si intende la maggior probabilità, degli esseri viventi, di incorrere in variazioni nella funzionalità o nel periodo di espressione (cioè il quando un gene inizia ed essere espresso e quindi produrre la propria proteina o RNA, fino a quando il gene si spegne),  o nella quantità di proteine prodotte, di geni già esistenti, piuttosto che incorrere nella comparsa di nuovi geni per soddisfare nuove esigenze vitali prima non incontrate.

### Il "quando?" e il "dove?"
Gli studi scientifici hanno dimostrato che la dimensione del genoma (ovvero l'assetto completo di tutto il DNA contenuto in una cellula) di un organismo (C-value) non è correlata alla complessità dell'organismo, bensì gran parte della biodiversità sarebbe dovuta alla diversa modulazione dell'espressione dei medesimi geni.
Le differenze che si riscontrano fra gli organismi sarebbero dovute a seconda di quando? e dove? un gene si esprime:
- Per quando? si intende in quale finestra temporale, ovvero in quale periodo di tempo dello sviluppo embrionale e fetale dell'organismo, un gene si accende e si spegne, per quanto tempo lavora.
- Per dove? si intende in quale posizione del genoma quel gene si trova, dove è collocato nel nucleo cellulare, e quindi con quali elementi nucleari può interagire.

Pertanto gli stessi geni, espressi in periodi di tempo diversi ed in posizioni diverse, durante lo sviluppo embrionale dei diversi organismi, sarebbero responsabili delle differenze che si riscontrano fra gli organismi viventi.

## Rapporto con la biologia evoluzionistica
Storicamente, i gruppi di ricerca dei biologi dello sviluppo e dei biologi dell'evoluzione hanno lavorato in parallelo, evitando nel contempo interazioni reciproche, specialmente riguardo alle concezioni teoriche fondamentali; bibliograficamente, i biologi dello sviluppo ed i biologi dell'evoluzione pubblicano su riviste diverse, e seguono paradigmi esplicativi differenti.
I programmi di ricerca di biologia evolutiva dello sviluppo stanno iniziando a definire strumenti concettuali nuovi per la comprensione del processo evolutivo, e a ridefinire concetti già noti, quali: vincoli di sviluppo, i paramorfismi o la cooptazione genica.

### Libri
- Barnes R.S., Calow P., Olive P.J., Invertebrati una nuova sintesi, Zanichelli, 1990, ISBN 88-08-07206-1.
- Edoardo Boncinelli, Perché non possiamo non dirci darwinisti, Rizzoli, 2009, ISBN 978-88-17-03425-8.
- Boncinelli E., Tonelli C., Dal moscerino all'uomo: una stretta parentela, Sperling & Kupfer, 2007, ISBN 978-88-6061-071-3.
- Carroll S.B., Infinite forme bellissime. La nuova scienza dell'Evo-Devo, Codice Edizioni, 2006, ISBN 978-88-7578-037-1.
- Carroll S.B., Al di là di ogni ragionevole dubbio. La teoria dell'evoluzione alla prova dell'esperienza, ISBN 978-88-7578-089-0.
- Capanna E., Pievani T., Redi C.A., Chi ha paura di Darwin?, Ibis, 2006, ISBN 978-88-7164-209-3.
- Richard Dawkins, Il più grande spettacolo della terra, Mondadori, 2010, ISBN 978-88-04-59552-6.
- Girotto V., Telmo Pievani, Vallortigara G., Nati per credere. Perché il nostro cervello sembra predisposto a fraintendere la teoria di Darwin, Codice, 2008, ISBN 88-7578-110-9.
- Gould S.J., La struttura della teoria dell'evoluzione, Codice Edizioni, 2008, ISBN 978-88-7578-000-5.
- (EN) Gregory T.R., The evolution of the genome, Elsevier/Academic Press, 2005, ISBN 0-12-301463-8. URL consultato il 7 luglio 2010 (archiviato dall'url originale il 23 novembre 2010).
- Neil A. Campbell, Jane B. Reece, Eric J. Simon, L'essenziale in biologia, Mondadori, 2008, ISBN 978-88-7192-399-4.
- Pievani T., La teoria dell'evoluzione. Attualità di una rivoluzione scientifica, Il Mulino, 2006, ISBN 88-15-10975-7.
- Scott F. Gilbert, Biologia dello sviluppo, Zanichelli, 2005(3 ed.), ISBN 88-08-07275-4.

### Articoli
- Raineri, M., Darwin e la nuova Evo Devo. Percorso storico, nodi irrisolti, punti di vista alternativi [collegamento interrotto], in Emmeciquadro, agosto 2007,  pp. 7-17. URL consultato il 26 luglio 2010.
- C.A. Redi, Zuccotti, M.; Garagna, S., Evo/Devo: la storia evolutiva dei genomi, in Le Scienze, ottobre 2004.
- (EN) A. Abzhanov, Protas, M.; Grant, B.R.; Grant, P.R.; Tabin, C.J, Bmp4 and Morphological Variation of Beaks in Darwin's Finches, in Science, vol. 305, n. 5689, 2004,  pp. 1462-1465, DOI:10.1126/science.1098095. URL consultato il 26 luglio 2010.
- (EN) P Beldade, French, V.; Brakefield, P.M., Developmental and genetic mechanisms for evolutionary diversification of serial repeats: eyespot size in Bicyclus anynana butterflies, in Journal of experimental zoology. Part B, Molecular and developmental evolution, 310B, n. 2, 2008,  pp. 191-201, DOI:10.1002/jez.b.21173.
- (EN) P.M. Brakefield, French, V., Evolutionary developmental biology: how and why to spot fly wings, in Nature, vol. 433, n. 7025, 2005,  pp. 466-7, DOI:10.1038/433466a.
- (EN) P.M. Brakefield, Beldade, P.; Zwaan, B.J., Injection of chemicals into pupae of the African butterfly Bicyclus anynana, in Cold Spring Harbor protocols, n. 5, 2009, DOI:10.1101/pdb.prot5215.
- (EN) P.M. Brakefield, Beldade, P.; Zwaan, B.J., Hemolymph extraction from various developmental stages of the African butterfly Bicyclus anynana, in Cold Spring Harbor protocols, n. 5, 2009, DOI:10.1101/pdb.prot5214.
- (EN) Laubichler, M., A Constrained View of Evo-Devo's Roots, in Science, vol. 309, 2005,  pp. 1019-1020, DOI:10.1126/science.1112990.
- (EN) S.T.E. Lommen, Saenko, S.V., Tomoyasu, Y.; Brakefield, P.M., Development of a wingless morph in the ladybird beetle, Adalia bipunctata, in Evolution & development, vol. 11, n. 3, 2009,  pp. 278-89, DOI:10.1111/j.1525-142X.2009.00330.x.
- (EN) Pennisi, E., Evolution of Developmental Diversity Meeting: RNAi Takes Evo-Devo World by Storm, in Science, vol. 304, n. 5669, 2004,  p. 384, DOI:10.1126/science.304.5669.384. URL consultato il 26 luglio 2010.
- (EN) S.V. Saenko, French, V.; Brakefield, P.M.; Beldade, P., Conserved developmental processes and the formation of evolutionary novelties: examples from butterfly wings (PDF), in Philosophical transactions of the Royal Society of London. Series B, Biological sciences, vol. 363, n. 1496, 2008,  pp. 1549-55, DOI:10.1098/rstb.2007.2245. URL consultato il 26 luglio 2010.